# Climm
climm (преди mICQ) е свободен софтуер – конзолен instant messaging клиент поддържащ различни операционни системи, включително AmigaOS, BeOS, Windows (използвайки Cygwin или MinGW), Mac OS X, NetBSD/OpenBSD/FreeBSD, Linux, Solaris, HP-UX, и AIX.
climm има много от възможностите на официалния ICQ клиент, а още и:
- Поддръжка на директна SSL криптирана връзка с licq и SIM.
- Поддръжка на OTR криптирани съобщения.
- Преведен е на български и на още над 20 езика. Поддържа изпращане и получаване на потвърдени и непотвърдени съобщения с Unicode кодировка.
- Има възможност за работа с няколко UIN едновременно, с много настройки (например различни цветове на входящите съобщения от различните UIN или за различните контакти).
- Заради това, че е конзолен, той е подходящ за слепи потребители използващи брайлови устройства.
- Поддръжка на основната функционалност на Jabber/XMPP протокола.

climm е лицензиран под втората версия на GNU General Public License. Версиите до mICQ 0.4.8 са написани от Matthew D. Smith, но практически целия код на mICQ е пренаписан от Rüdiger Kuhlmann, и най-вече поддръжката за новата версия 8 на ICQ протокола.
Смяната на името от mICQ на climm след версия 0.6 е свързано с разширяване на функционалността и лицензни проблеми.
climm e абревиатура от „Command Line Interface Multi Messenger“ – „многопротоколна програма за обмен на съобщения с интерфейс на основата на команден ред“